# Alfred Debrabandere
Alfred Debrabandere (Marke 3 januari 1891 - Kortrijk, 25 januari 1957) was een ondernemer en burgemeester van Marke van 1947 tot 1957.
Hij was de zoon van Cyriel Debrabandere, voormalig burgemeester van Marke. Hij nam in 1937 de brouwerij van zijn vader over. Na de Tweede Wereldoorlog werd de brouwerij heringericht als drankzaak. Begin 1930 stichtte hij ook een kachelbedrijf genaamd "Mekaniek stovenmakerij” te Kortrijk.
In 1934 huwde hij met Rachel Bekaert (1899-1965). Het echtpaar bleef kinderloos. Na zijn dood nam Rachel Bekaert deel aan de gemeenteraadsverkiezingen van 1958 onder de kieslijst van haar man. Ze werd verkozen en bleef gemeenteraadslid van Marke van 1958 tot 1964.